# Льюїс Мартінес Сістак
Льюї́с Марті́нес Сіста́к (кат. Lluís Martínez Sistach; нар. 29 квітня 1937, Барселона) — іспанський кардинал, архієпископ Барселони з 2004 року до 6 листопада 2015 року.

## Біографічні відомості
У 1942—1953 роках навчався в Colegio de la Inmaculada братів маристів у Барселоні. З 1954 по 1961 рік навчався у Барселонській вищій духовній семінарії, з 1956 по 1959 — в Escola Normal de Barcelona, де здобув спеціальність учителя. 17 вересня 1961 року в Корнелья-де-Льобрегат він прийняв священиче рукоположення з рук тодішнього архієпископа Барселони Ґреґоріо Модреґо Касаус. З 1962 по 1967 рік навчався в Папському Латеранському університеті в Римі, де в 1967 році здобув докторат з цивільного та канонічного права на підставі дисертації «Право на об'єднання в Церкві».
Служив як вікарій у парафіях «Нуестра Сеньйора де Монтсеррат» і «Санта-Ісабель-де-Арагон» в Барселоні. У 1967—1973 роках був нотаріусом митрополичого церковного трибуналу Барселони. У 1971—1977 роках був віце-секретарем конференції єпископів Таррагони, у 1975—1987 роках — професором канонічного права на богословському факультеті Каталонії та у Вищому інституті релігійних наук в Барселоні. 1 грудня 1978 року призначений членом пресвітерської ради. У 1978—1979 роках він був єпископським вікарієм, а з 11 вересня 1979 року по 1991 рік — генеральним вікарієм та координатором курії архідієцезії Барселони. Секретар Конференції єпископів провінції Таррагона (1977—1997). Президент іспанської асоціації каноністів (1983—1988). У 1985 році призначений членом колегії єпархіальних радників.
6 листопада 1987 року Папа Римський Іван-Павло II призначив Льюїса Мартінеса Сістака титулярним єпископом Альєзіри, єпископом-помічником Барселони. Єпископська хіротонія відбулася 27 грудня того ж року в кафедральному соборі Барселони (головним святителем був архієпископ Барселони кардинал Нарсісо Хубані Арнау, а співсвятителями — апостольський нунцій в Іспанії архієпископ Маріо Тальяферрі і архієпископ Таррагони Рамон Торрелья Касканте). 17 травня 1991 року призначений правлячим єпископом Тортоси, вступив на посаду 7 липня того ж року.
20 лютого 1997 року призначений архієпископом-митрополитом Таррагони, вступив на посаду 13 квітня. У цій якості він був президентом єпископської конференції Таррагони. 15 червня 2004 року він був призначений архієпископом-митрополитом Барселони, замість Рікардо Марії Карлеса Гордо.
24 листопада 2007 року Папа Бенедикт XVI надав архієпископові Мартінесу Сістаку сан кардинала-пресвітера з титулом римської церкви Сан Себастьяно алле Катакомбе. У червні 2008 року він був призначений членом Верховного трибуналу Апостольської Сигнатури і Папської ради у справах мирян. У червні 2010 року призначений членом Префектури з економічних справ Святого Престолу.